# Нагродский, Владимир Адольфович
Владимир Адольфович Нагро́дский (1872 — не ранее 1935) — видный государственный деятель в дореволюционной России, профессор Института путей сообщения, председатель комитета частных железных дорог, председатель правления акционерного общества Олонецкая железная дорога, писатель, Масон.

## Биография
Вместе с супругой — Е. А. Нагродской эмигрировал во Францию в 1919 г. В 1920 г. член президиума железнодорожной секции Российского финансово-промышленного и торгового союза в Париже. В 1921—1923 гг. член Союза русских инженеров. В 1922 жил в Данциге, затем — во Франции, где служил на восстановлении железных дорог на севере страны.
Во Франции был другом видного деятеля масонства Освальда Вирта.

## Масонская деятельность
С 1919 года член ложи «Космос» № 288 (ВЛФ).
Один из основателей парижской ложи «Астрея» № 500 (ВЛФ). Вышел из ложи в 1924 году.
В 1925 году участвовал в работе комитета по образованию Великой ложи «Астрея» для объединения русских масонов (Временного комитета русского масонства), руководил составлением устава, но работу не завершил, так как был вынужден уехать из Парижа. В 1926 году вошёл в состав Русской ассоциации интеллектуального сотрудничества, созданной вместо Временного комитета.
В 1928—1929 годах — председатель русского капитула «Астрея» (15-18 гр.) ДПШУ.
Один из основателей и активный член парижской ложи «Гермес» № 535 (ВЛФ). При образовании ложи в 1924 году занимал в ней должность оратора. С июля 1926 года был избран на должность досточтимого мастера и оставался на этой должности до 1929 года.
После смерти супруги, Е. А. Нагродской, принял решение перейти из ВЛФ в смешанную ложу «Аврора» № 840 ордена Le Droit Humain, где занимал должность досточтимого мастера в 1930—1931 годах.
До 1930 года являлся членом консистории «Россия» (32 гр. ДПШУ), Русского совета 33-й степени.
В 1930 году — один из основателей ложи «La Tradition Ecossaise», просуществовавшей недолго из-за кончины и болезни ряда членов.
В 1932 году — член капитула «Северная звезда».

## Книги и работы
- Очерк об истории масонства, 1933[4]
- Initiation géométrique. Le Secret de la lettre G. Rose et Croix. Les Croix symboliques, 1935